# Artur Dunin
Artur Jerzy Dunin (ur. 10 marca 1969 w Lublinie) – polski polityk, geodeta, poseł na Sejm VI, VII i VIII kadencji (2007–2019), senator X i XI kadencji (od 2019).

## Życiorys
Jest synem Edwarda i Elżbiety. W 1996 ukończył studia na Wydziale Geodezji i Kartografii Akademii Górniczo-Hutniczej w Krakowie (kierunek: geodezja inżynieryjno-gospodarcza), uzyskując tytuł zawodowy inżyniera. Pracował m.in. w urzędzie miejskim w Zgierzu jako naczelnik Wydziału Urbanistyki, Gospodarki Przestrzennej i Geodezji, następnie prowadził własną działalność gospodarczą. Należał do Kongresu Liberalno-Demokratycznego i Unii Wolności, był członkiem władz krajowych Stowarzyszenia „Młodzi Demokraci”. W 1997 kandydował bez powodzenia do Sejmu, a w 1998 do rady powiatu zgierskiego z listy UW. W 2001 i 2005 ubiegał się o mandat poselski z ramienia Platformy Obywatelskiej.
W wyborach samorządowych w 2002 bez powodzenia ubiegał się o mandat radnego sejmiku łódzkiego z listy koalicji POPiS. Od 2006 do 2007 zasiadał w tym gremium. W wyborach parlamentarnych w 2007 uzyskał mandat poselski z listy Platformy Obywatelskiej, otrzymując w okręgu sieradzkim 7868 głosów. W wyborach samorządowych w 2010 bez powodzenia kandydował na urząd prezydenta miasta Zgierza (uzyskał trzeci wynik).
W 2011 kandydował w wyborach parlamentarnych z 24. miejsca na liście komitetu wyborczego Platformy Obywatelskiej w okręgu wyborczym nr 11 w Sieradzu i uzyskał mandat poselski. Oddano na niego 9595 głosów (2,82% głosów oddanych w okręgu). W 2015 z powodzeniem ubiegał się o poselską reelekcję (dostał 8082 głosy). W Sejmie VIII kadencji został członkiem Komisji Infrastruktury oraz Komisji Rolnictwa i Rozwoju Wsi.
W wyborach w 2019 został wybrany w skład Senatu X kadencji. Kandydował z ramienia Koalicji Obywatelskiej w okręgu nr 23, otrzymując 134 414 głosów. W wyborach w 2023 uzyskał reelekcję z wynikiem 155 496 głosów.

## Wyniki w wyborach ogólnopolskich
| Wybory | Komitet wyborczy   | Komitet wyborczy      | Organ             | Okręg | Wynik            |
| ------ | ------------------ | --------------------- | ----------------- | ----- | ---------------- |
| 1997   |                    | Unia Wolności         | Sejm III kadencji | nr 27 | 611 (0,14%)      |
| 2001   |                    | Platforma Obywatelska | Sejm IV kadencji  | nr 11 | 284 (0,08%)      |
| 2005   | Sejm V kadencji    | Platforma Obywatelska | 5567 (1,94%)      | nr 11 |                  |
| 2007   | Sejm VI kadencji   | Platforma Obywatelska | 7868 (2,06%)      | nr 11 |                  |
| 2011   | Sejm VII kadencji  | Platforma Obywatelska | 9595 (2,82%)      | nr 11 |                  |
| 2015   | Sejm VIII kadencji | Platforma Obywatelska | 8082 (2,19%)      | nr 11 |                  |
| 2019   |                    | Koalicja Obywatelska  | Senat X kadencji  | nr 23 | 134 414 (67,17%) |
| 2023   | Senat XI kadencji  | Koalicja Obywatelska  | 155 496 (71,81%)  | nr 23 |                  |